# Ranunculus smirnovii
Ranunculus smirnovii Ovcz. – gatunek rośliny z rodziny jaskrowatych (Ranunculaceae Juss.). Występuje naturalnie w Rosji (we wschodniej części Syberii) oraz Chinach (w północno-wschodniej części regionu autonomicznego Mongolia Wewnętrzna).

## Morfologia
PokrójBylina o lekko owłosionych pędach. Dorasta do 50 cm wysokości.
LiścieSą potrójnie klapowane. W zarysie mają sercowato pięciokątny kształt, złożone z segmentów romboidalnych i potrójnie klapowanych. Mierzą 5–10 cm długości oraz 7–13 cm szerokości. Są owłosione od spodu. Nasada liścia ma sercowaty kształt. Brzegi są nacięto ząbkowane. Ogonek liściowy jest lekko owłosiony i ma 10–20 cm długości.
KwiatySą zebrane po 8–10 w wierzchotkach jednoramiennych. Pojawiają się na szczytach pędów. Mają żółtą barwę. Dorastają do 16–18 mm średnicy. Mają 5 eliptycznie owalnych działek kielicha, które dorastają do 4–5 mm długości. Mają 5 odwrotnie owalnych płatków o długości 8–10 mm.
OwoceNagie niełupki o odwrotnie owalnym kształcie i długości 2 mm. Tworzą owoc zbiorowy – wieloniełupkę o prawie kulistym kształcie i dorastającą do 5 mm długości.

## Biologia i ekologia
Rośnie w lasach i na łąkach. Kwitnie od lipca do sierpnia. 